# HD 45431
HD45431 — хімічно пекулярна зоря спектрального класу F0, що має видиму зоряну величину в смузі V приблизно  6,7.
Вона  розташована на відстані близько 4128,6 світлових років від Сонця.